# Троекуровка (Самарская область)
Троекуровка — село в Сызранском районе Самарской области России. Входит в состав сельского поселения Ивашевка.

## География
Село находится в западной части Самарской области, в пределах Приволжской возвышенности, в лесостепной зоне, на правом берегу реки Малый Тишерек, вблизи места впадения её в реку Тишерек, на расстоянии примерно 8 километров (по прямой) к северо-северо-востоку (NNE) от города Сызрани, административного центра района. Абсолютная высота — 65 метров над уровнем моря.
Климат
Климат характеризуется как умеренно континентальный. Среднегодовая температура — 4,7 °C. Средняя температура воздуха самого тёплого месяца (июля) — 20,8 °C (абсолютный максимум — 39 °C); самого холодного (января) — −11,7 °C (абсолютный минимум — −44 °C). Среднегодовое количество атмосферных осадков составляет 470 мм, из которых около 305 мм выпадает в период с апреля по октябрь. Снежный покров образуется в третьей декаде ноября и держится в течение 138 дней.
Часовой пояс
Село Троекуровка, как и вся Самарская область, находится в часовой зоне МСК+1. Смещение применяемого времени относительно UTC составляет +4:00.

## Население
| 2010 |
| ---- |
| 17   |

Половой состав
По данным Всероссийской переписи населения 2010 года в гендерной структуре населения мужчины составляли 23,5 %, женщины — соответственно 76,5 %.
Национальный состав
Согласно результатам переписи 2002 года, в национальной структуре населения русские составляли 92 % из 24 чел.